# برديس
قرية برديس هي إحدى القرى التابعة لمركز البلينا بمحافظة سوهاج في جمهورية مصر العربية. حسب إحصاءات سنة 2006، بلغ إجمالي السكان في برديس 16969 نسمة، منهم 8325 رجل و 8644 امرأة.